# Telmatoscopus distinctus
Telmatoscopus distinctus és una espècie d'insecte dípter pertanyent a la família dels psicòdids.

## Descripció
- Mascle: cos de color marró groguenc amb les ales d'igual color, esveltes i amb taques negres als extrems de la nervadura; potes amb escates groguenques pàl·lides als tarsos; ulls separats per una distància igual a, si fa no fa, 8 facetes; absència de sutura interocular; front amb dues bandes piloses que s'estenen per sobre dels ulls; antenes de 16 artells; escap molt llarg (4 vegades la longitud del pedicel); tòrax sense patagi.[6]

## Distribució geogràfica
Es troba a Àsia: l'Índia (Assam) i el Pakistan.